# 同相双五角台塔柱
同相双五角台塔柱（どうそうそうごかくだいとうちゅう、Elongated pentagonal orthobicupola）は、38番目のジョンソンの立体で、正十角柱の2つの底面に正五角台塔(J5)を、同相となる（正十角柱の5つの側面の2辺に正三角形が接する）ようにつけた形である。

## 関連図形
| 正五角台塔柱 （片方の台塔を取り除く）   | 同相双五角台塔 （角柱を取り除く）       | 異相双五角台塔柱 （片側を36°回す）                                          |
| 双五角台塔反柱 （角柱を反角柱に変える） | 斜方立方八面体 （台塔の角の数を減らす） | 同相五角台塔丸塔柱 （正五角形が同相になる ように片方の台塔を 丸塔に変える） |